# Віконт Ламлі

Герб віконтів Ламлі та графів Скарборо.

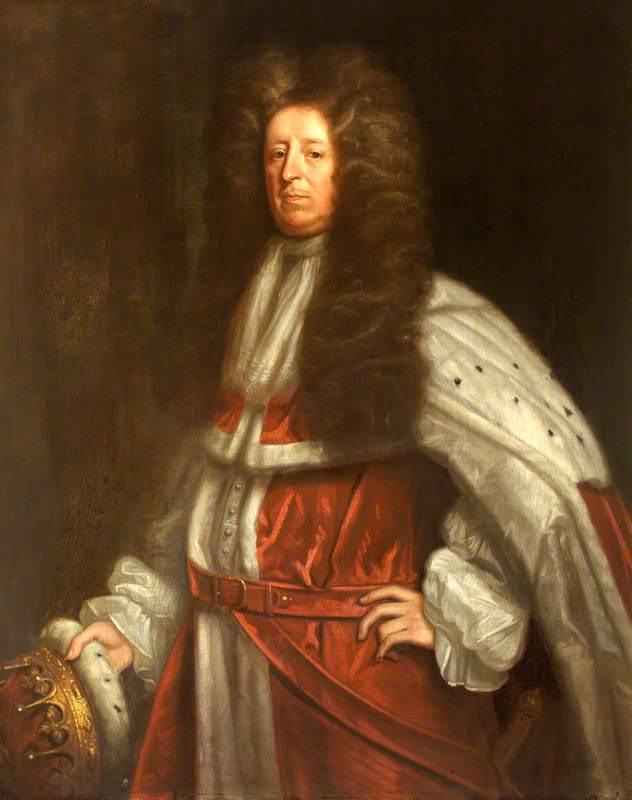
Річард Ламлі — І граф Скарборо.

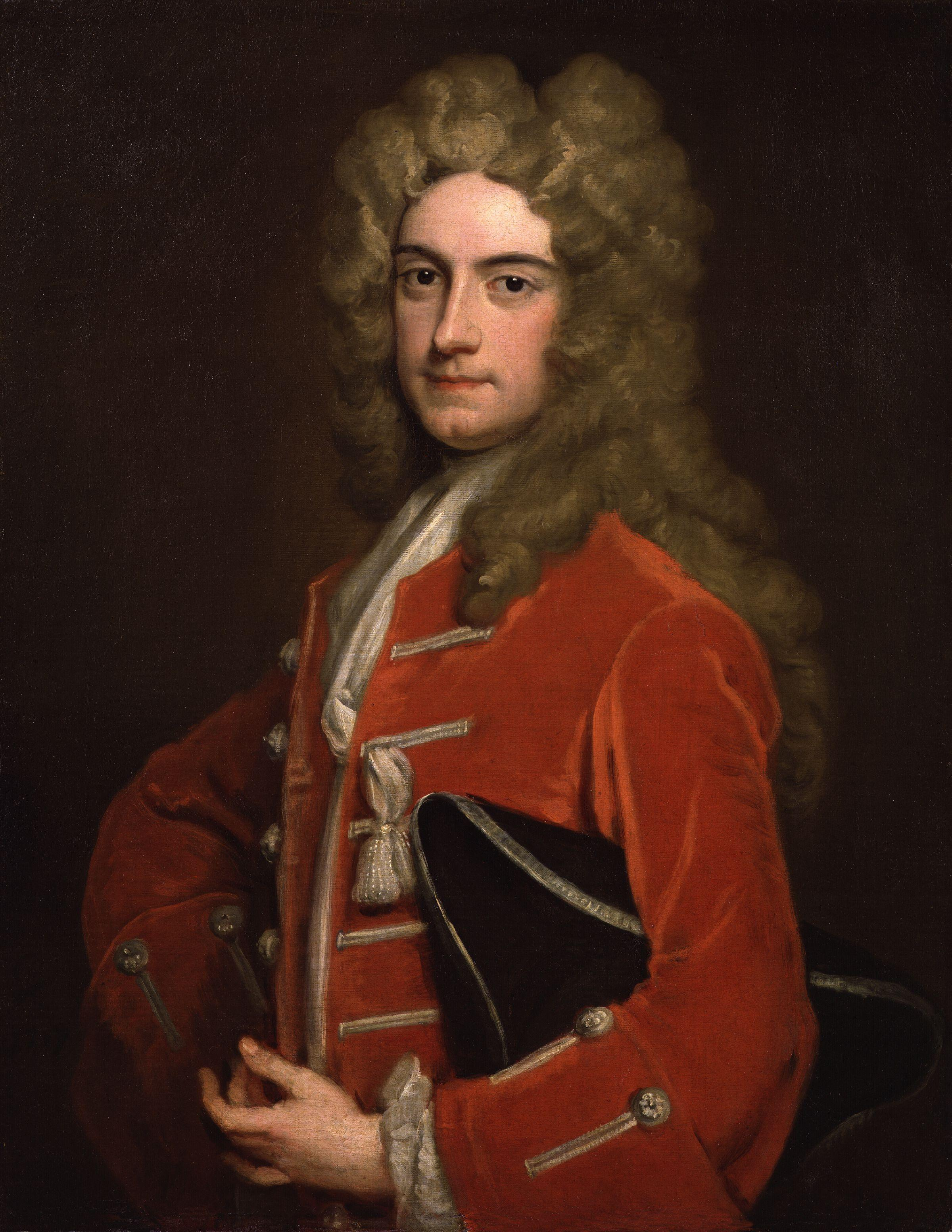
Річард Ламлі — ІІ граф Скарборо.

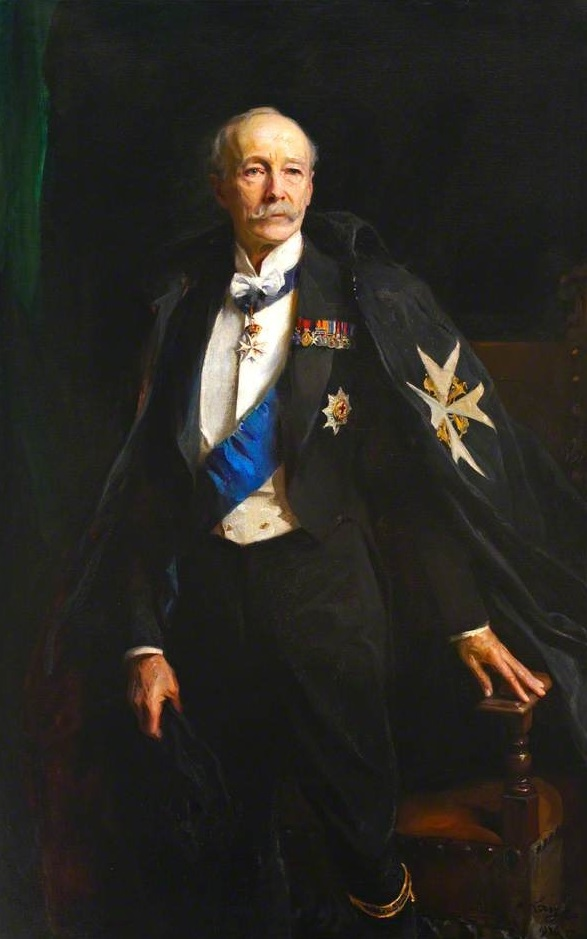
Олдред Ламлі — Х граф Скарборо.

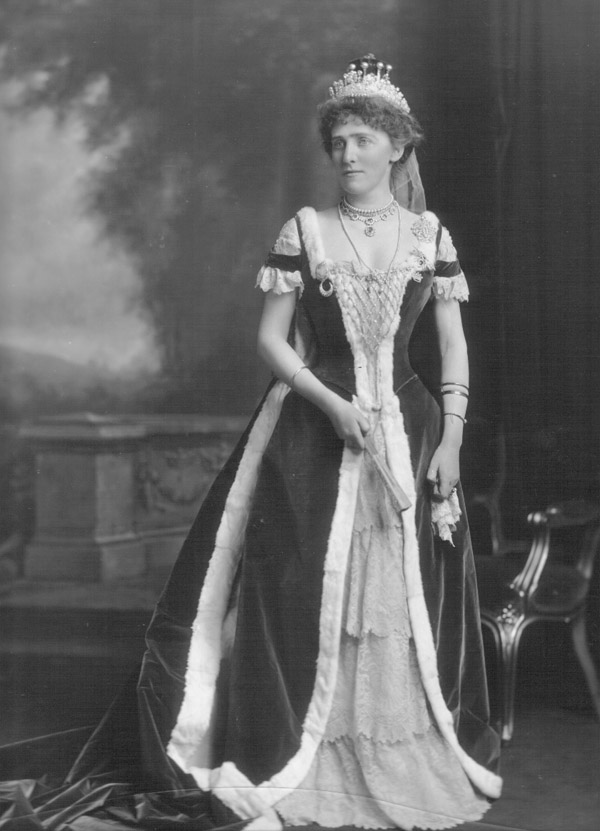
Люсі Сесілія Ламлі — графиня Скарборо.

Віконт Ламлі (англ. — Viscount Lumley) — аристократичний титул в перстві Ірландії.

## Гасло віконтів Ламлі
Murus aeneus conscientia sana — «Чиста совість — це мідна стіна» (лат.)

## Історія віконтів Ламлі
Титул віконта Ламлі з Вотерфорду був створений в перстві Ірландії в 1628 році для сера Річарда Ламлі. З 1640 року Річард Ламлі воював в лавах армії роялістів під час громадянської війни на Британських островах і так званої «Війни трьох королівств». Його син Річард Ламлі — ІІ віконт Ламлі був нагороджений титулом барон Ламлі із замку Ламлі, що в графстві Дарем в 1689 році в перстві Англії. У 1689 році він отримав титул віконта Ламлі з замку Ламлі в перстві Англії. А в 1690 році він отримав титул графа Скарборо в перстві Англії. Він ввійшов в історію як один із «Семи безсмертних», які запросили Вільгельма (Вільяма) Оранського вторгнутись в Англію і скинути короля Якова ІІ.
Титули успадкував його син — теж Річард, що став ІІ графом Скарборо, ІІІ віконтом Ламлі. Він став депутатом Палати громад парламенту і представляв Іст-Грінстед та Арундел, отримав посаду лорд-лейтенанта Нортумберленда. Титул успадкував його молодший брат, що став ІІІ графом Скарборо. Він теж став депутатом парламенту від Арундела та Лінкольншира. У 1723 році він прийняв за дозволом корони додаткове прізвище Сондерсон, успадкував маєтки свого двоюрідного брата Джеймса Сондерсона — І графа Кастлтон. Його син успадкував титули і став IV графом Скарборо, V віконтом Ламлі. Він отримав посаду скарбника Англії, заступника графа-маршала Англії, віце-скарбника Ірландії. Він одружився з Барбарою Севіл — сестрою і спадкоємицею сера Джорджа Севіла — VIII баронета Севіл, що заповів свою власність в Йоркширі та Ноттінгемширі своєму племіннику — молодшому сина лорда Скарборо та леді Скарборо.
Титул успадкував його старший син, що став V графом Скарборо. Він став депутатом парламенту і представляв Лінкольншир. Після його смерті титул успадкував його молодший брат і став VI графом Скарборо. Він теж став депутатом парламенту і теж представляв Лінкольншир. Титул успадкував його молодший брат, що став VII графом Скарборо. Він прийняв прізвище Севіл згідно акту парламенту 1797 року відповідно до заповіту свого дядька сера Джорджа Севіла і успадкував маєтки Севіл після смерті свого брата. Він був священиком. Його син успадкував титул і став VIII графом Скарборо, став депутатом парламенту, представляв Ноттінгемшир в Палаті громад, служив лорд-лейтенантом Ноттінгемширу. У 1836 році він взяв за досволом паламенту додаткове прізвище Севіл.
VIII граф Скарборо мав багато позашлюбних дітей, хоча ніколи не був одружений. Титули успадкував його двоюрідний брат, що став ІХ графом Скарборо. Він був онуком його світлості Фредеріка Ламлі — п'ятого сина четвертого графа Скарборо. Його син — Х граф Скарборо був військовим, потім служив лорд-лейтенантом Вест-Райдінгу, що в Йоркширі. Титули успадкував його племінник, що став ХІ графом Скарборо. Він був сином бригадного генерала Осберта Ламлі — молодшого сина ІХ графа Скарборо. ХІ граф Скарборо був депутатом парламенту і представляв Кінгстон-апон-Холл-Іст та Йорк у парламенті, потім обіймав посаду губернатора Бомбея. Його син успадкував титули і став ХІІ графом Скарборо, отримав посаду лорд-лейтенанта Південного Йоркшира.
На сьогодні титулами володіє ХІІІ граф Скарборо, що успадкував титули від батька в 2004 році.
Джон Ламлі-Севіл — позашлюбний син VIII графа Скарборо був видатним дипломатом, отримав титул барона Севіл у 1888 році. Резиденцією графів Скарборо є маєток Сандбек-Парк, що біля Ротергема в графстві Йоркшир. Історичною резиденцією є замок Ламлі, що досі належить графу Скарборо, але нині цей ламок перероблений в готель.

## Віконти Ламлі (1628)
- Річард Ламлі (1589—1663) — І віконт Ламлі
- Річард Ламлі (1650—1721) — ІІ віконт Ламлі (отримав титул граф Скарбро в 1690 році)

## Графи Скарборо (1690)
- Річард Ламлі (1650—1721) — І граф Скарбро
- Річард Ламлі (1686—1739) — ІІ граф Скарбро
- Томас Ламлі-Сондерсон (бл. 1691—1752) — ІІІ граф Скарбро
- Річард Ламлі-Сондерсон (1725—1782) — IV граф Скарбро
- Джордж Август Ламлі-Сондерсон (1753—1807) — V граф Скарбро
- Річард Ламлі-Сондерсон (1757—1832) — VI граф Скарбро
- Джон Ламлі-Севіл (1761—1835) — VII граф Скарбро
- Джон Ламлі-Севіл (1788—1856) — VIII граф Скарбро
- Річард Джордж Ламлі (1813—1884) — IX граф Скарбро
- Олдред Фредерік Джордж Бересфорд Ламлі (1857—1945) — X граф Скарбро
- Лоуренс Роджер Ламлі (1896—1969) — XI граф Скарбро
- Річард Олдред Ламлі (1932—2004) — XII граф Скарбро
- Річард Осберт Ламлі (нар. 1973) — XIII граф Скарбро

Імовірним спадкоємцем є брат нинішнього власника Достопочтений. Томас Генрі Ламлі (нар. 1980).